# She's Your Lover Now
"She's Your Lover Now" é uma canção escrita pelo cantor e compositor norte-americano Bob Dylan e gravada para seu álbum Blonde on Blonde de 1966, embora nunca foi apresentada nele. É uma "cena dramatizada para três personagens, mas apenas um orador - o cantor - está tentando desvendar um emaranhado de emoções complicadas".

## Gravação
A terceira sessão de Blonde on Blonde, que aconteceu em 21 de janeiro de 1966, no Studio A da Columbia Recording Studios em Nova Iorque, foi dedicada inteiramente em fazer uma revisão completa em "She's Your Lover Now". 19 tomadas foram gravados entre 14:30 e 2:30, mas várias foram falsos inícios. A tomada mais completa com a banda completa foi a 19, que foi lançada posteriormente em The Bootleg Series Volumes 1–3 (Rare & Unreleased) 1961–1991. Após o dia 21, a música foi retirada da gravação e nunca mais retornou.
Na folha de gravações, cada foto é intitulada "Just a Little Glass of Water", que era o nome de trabalho da música.
A sexta tomada da música apareceu em The Bootleg Series Vol. 12: The Cutting Edge 1965–1966; além disso, várias outras tomadas da música aparecem nas edições de luxo e de colecionador da compilação.
Uma versão com apenas Dylan no piano e nos vocais foi muito elogiada por Paul Williams no livro Bob Dylan Performing Artist The Early Years 1960-1973, a partir da página 180. Esta versão está na edição de luxo de The Bootleg Series Vol. 12: The Cutting Edge 1965–1966, disco cinco, faixa sete, e o lançamento não oficial Thin Wild Mercury Music como Just a Little Glass of Water (2).

## Crédito
- Bob Dylan: guitarra, vocal
- Robbie Robertson: guitarra
- Garth Hudson: órgão
- Rick Danko: baixo
- Richard Manuel: piano
- Sandy Konikoff: bateria

No entanto, especula-se que Garth Hudson, Richard Manuel e Sandy Konikoff não tocaram nesta versão, com Al Kooper no órgão, Paul Griffin no piano e Levon Helm na bateria.